# Alliance catalane
L'Alliance catalane (Aliança Catalana en catalan) est un parti indépendantiste catalan d'extrême-droite fondé à Ripoll en 2020,,.
En mai 2023, Aliança Catalana a remporté les élections municipales de Ripoll, obtenant six conseillers,.
Le 12 mai 2024, lors des élections au Parlement de Catalogne de 2024, auxquelles il s'est présenté pour la première fois, il a obtenu 117 877 voix, soit 3,79 % du total, et deux sièges, un pour Gérone et un autre pour Lérida.